# 蓮花戒
蓮花戒（藏語：ཀ་མ་ལ་ཤཱི་ལ།，威利转写：ka ma la shi' la，約740年－795年）論師，或音譯为噶瑪拉希拉，古印度佛教僧侶。他是寂護大師之徒，對藏傳佛教前弘期教義的奠基有重大貢獻。

## 生平
寂護大師二次入藏時，蓮花戒跟隨其入藏。藏人相傳，在旅途中，蓮花戒大師曾經施展神通，降伏了十二丹瑪女神和念青唐古拉山神。隨後他返回那爛陀寺繼續修行。
西元762年，寂護大師過世後，藏地因為漢地禪宗僧侶摩訶衍和尚傳入頓悟成佛的學說，引起教義爭論。藏王赤松德贊派人至印度，敦請蓮花戒大師入藏，在桑耶寺召開辯經大會，史稱「拉薩法諍」。雙方辯論的結果，由蓮花戒大師獲勝，藏王於是禁止摩訶衍一門繼續在西藏講授漢傳佛教，將他們驅逐出藏。從此藏傳佛教以寂護大師與蓮花戒的見解為主流。
在拉薩法諍之後，蓮花戒大師的行蹤，史書上並沒有記載得很清楚。據藏地傳說，蓮花戒大師受到摩訶衍派的信徒襲擊，受傷而死。另一個傳說則指出，蓮花戒大師後來又返回印度，繼續修行。

## 思想、著作及影響
蓮花戒大師受到寂護大師的影響，屬於隨瑜伽行中觀派，揉合了中觀自續派與瑜伽行唯識學派的觀點，認為在心外無境，與其師祖清辨大師的立場有所不同。他曾經為寂護大師《攝真性頌》作《攝真性難處釋》，註解《中觀莊嚴論》作《中觀光明》、《中觀莊嚴論精釋》。其中，《中觀光明》一書，與智藏大師的《二諦分別論》，寂護論師的《中觀莊嚴論》合稱為中觀自續派三大傑作之一。他也曾經為法稱論師的《正理一滴》作《正理一滴註》，是藏傳佛教因明學的入門必讀經典之一。
他曾經為許多佛經作註解，著名的有《般若波羅蜜多心經釋》，他也曾為《稻稈經》作了注疏。
受到藏王的請託，蓮花戒大師又作了三篇著作，作為佛教的入門指引，合稱《修次三篇》，簡介了修行者如何由發菩提心開始，次第修行直至解脫成佛的方法，這是藏傳佛教修行道次第論的開端。其中《修次初篇》，宋施護漢譯為《廣釋菩提心論》。